# Máltai lovagrend

A máltai rend hivatalos jelvénye

A máltai rend operatív jelvénye

A máltai lovagrend történelmi, 900 éves katolikus szervezet, egyházi lovagrend – „laikus, hagyományosan katonai, lovagi és nemesi szerzetesrend”. Teljes neve: Szuverén Jeruzsálemi, Rodoszi és Máltai Szent János Katonai és Ispotályos Rend. Mottója: Tuitio Fidei et Obsequium Pauperum (A hit védelme és a rászorulók szolgálata).
Jelenleg római székhelyből világszerte működő, szuverén nemzetközi jogalany. 6 nagyperjelségre, 6 alperjelségre és 48 nemzeti szövetségre van osztva, 120 országban működnek karitatív intézményei, 108 országgal tart fenn diplomáciai kapcsolatot a karitatív munkájának és a keresztény értékeknek védelme céljából. Magyarországon a Magyar Máltai Lovagok Szövetsége és a Magyar Máltai Szeretetszolgálat tartoznak hozzá. 1990 óta tart fenn diplomáciai kapcsolatot a magyar állammal, nagyköveti szinten.
A katolikus egyház közép-konzervatív irányzatával azonosul, a mindenkori pápa felé feltétlen hűséggel.
Jeruzsálemben kezdte működését valamikor 1080 előtt, keresztény szerzetesek által vezetett ispotályként (kórház-menhelyként), az akkor még muszlim kézben levő városban: beteg és sebesült zarándokokat és a szegény helybelieket ápolta. Miután az első keresztes hadjárat elfoglalta Jeruzsálemet 1099-ben, 1113-ban II. Paszkál pápa jóváhagyta az új rendet és közvetlenül a Szentszék oltalma alá helyezte. A kor szükségleteinek megfelelően, a rend átalakult katonai-betegápolói szerzetesrenddé: a jeruzsálemi királyság egyik legkomolyabb hadierejének számított, a templomos lovagok mellett, de emellett soha nem hanyagolta el ispotályosi hivatását.
Miután a muszlim erők visszafoglalták a Szentföldet 1291-ben, a Rend Rodosz szigetére került, majd 1530-tól 1798-ig Máltára, fenntartva a kettős szerepét: a betegek ápolása és a kereszténység védelme. Hadiflottája jelentős részt vett ki az Oszmán Birodalom és a berber kalózok elleni védekezésben a Földközi-tengeren; közben Málta szigetén fönntartott kórháza élvonalban volt a korabeli európai kórházak közt. A reformáció és a francia forradalom hatására a rend elveszítette franciaországi és a protestánssá vált területeken levő hatalmas tulajdonait. 1798-ban Napóleon elűzte a rendet Máltáról. 
A rend 1834-ben letelepedett Rómában, ahol a pápai állam, és 1884-től az új olasz állam, elismerte szuverenitását és székhelyének területenkívüliségét. Ettől kezdve újra föllendült és gyarapodott, visszatérve eredeti ispotályosi hivatásához.
A 19-ik század közepe felé föléledtek, illetve létrejöttek, a független protestáns és anglikán utódrendek is, amelyek máig jó kapcsolatban vannak a máltai renddel és együttműködnek vele.
Magyarországon a rendnek jelentős szerepe volt a középkorban. A török idők után lehanyatlott, a magyar lovagok az osztrák nagyperjelséghez tartoztak. 1928-ban alapították a Magyar Máltai Lovagok Szövetségét, amely a mai napig aktív.

## A rend névhasználatai és egyértelműsítése
A rend teljes neve magyarul: Szuverén Jeruzsálemi, Rodoszi és Máltai Szent János Katonai és Ispotályos Rend (Supremus Ordo Militaris Hospitalis Sancti Ioannis Hierosolymitani Rhodius et Melitensis). Ezt hivatalosan Szuverén Máltai Lovagrendre rövidítik; mindennapi és kommunikációs célokra magyarul Máltai Lovagrend, Máltai Rend, Máltai lovagok a használatos formák. A rövidebb változatok esetében vigyázni kell az egyértelműsítésre más, tőle idegen rendekkel szemben, amelyek ugyanezeket a neveket használják. 
Történelmi nevei: 
- Eredeti neve: Jeruzsálemi Szent János Ispotályos Rend (Ordo Fratrum Hospitalis Sancti Ioannis Hierosolymitani); kb. 1140-től Katonai és Ispotályos Rend; röviden Szent János Rend, Ispotályos Rend, ispotályos lovagok, Szent János lovagok. Magyarországon Jánoslovagoknak is hívták őket.
- 1310-től 1530-ig Szuverén Jeruzsálemi és Rodoszi Szent János Ispotályos és Katonai Rend. Magyarországon: Jánoslovagok.
- 1530-tól (Málta birtokba vételétől) a mai nevét használja.
Küldetéseinek megvalósítására jogi szervezeteket is bejegyezhet a különböző országokban. Ilyenek Magyarországon: a Magyar Máltai Lovagok Szövetsége, a Magyar Máltai Szeretetszolgálat, és ezeknek alapítványai. 
A Johannita Lovagrendek a történelmi Szent János Ispotályos Rend több országban működő protestáns leszármazottjai. Ezek nem használják a „máltai” nevet, hanem a „Szent János” vagy „johannita” névnek változatait, és a „Szent János Rendek Nemzetközi Szövetsége” (International Alliance of the Orders of St. John) tagjai. Ezek a máltai renddel kölcsönös jó kapcsolatot tartanak fenn és szorosan együttműködnek vele. Magyarországon a Johannita Rend Magyar Tagozata működik.
Másfelől mind a Máltai rend, mind a Johannita lovagrendek mereven elhatárolódnak az általuk „utánzó"-nak nevezett szervezetektől, amelyeknek nincsen meg a kontinuitásuk a történelmi Lovagrenddel, és amelyek legitimitását a Szentszék nem ismeri el. Ezek közt Magyarországon például a Máltai Lovagrend Autonóm Perjelségek Szövetsége (röviden Máltai Rend KMFAP) szerepel.

## Története

### A rend megalapítása

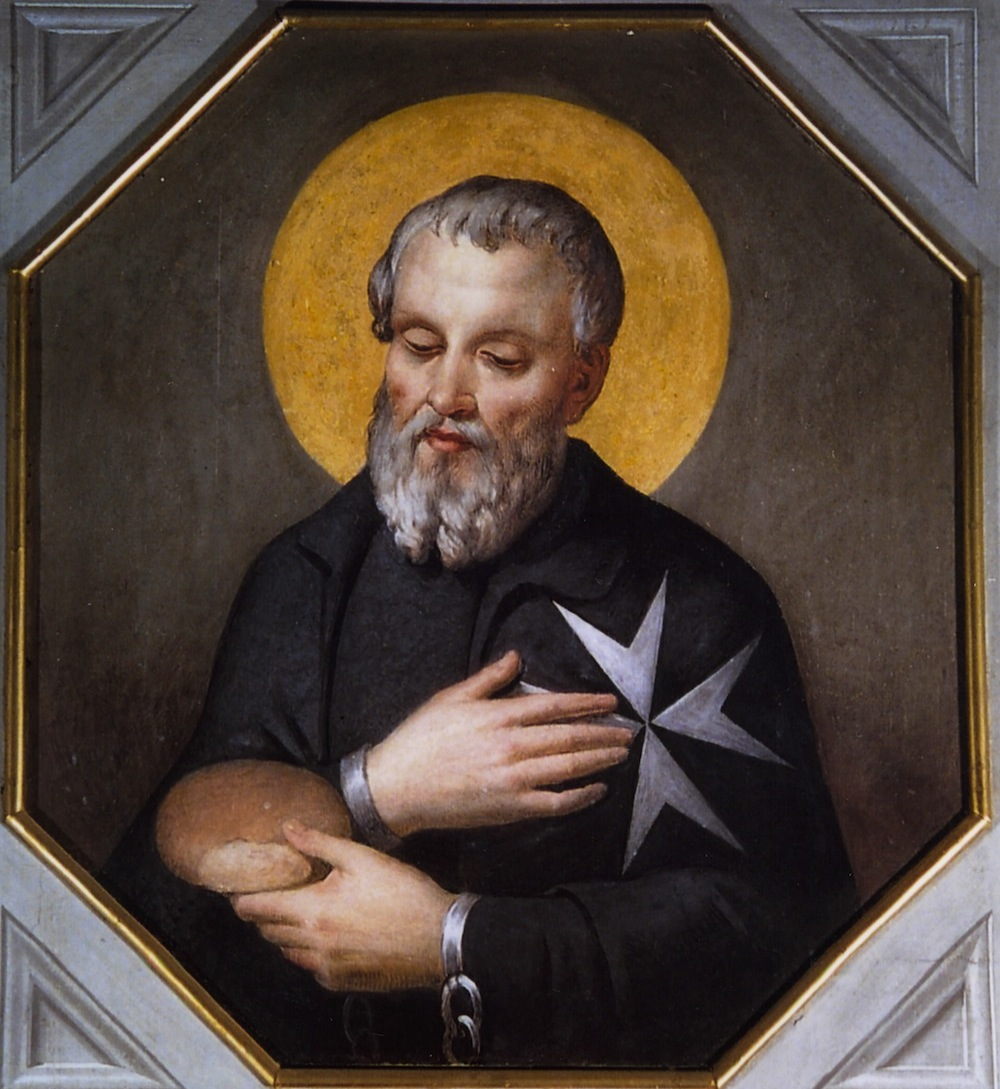
Boldog Gellért (Gérard), a rend első vezetője (†1120)

A rend Jeruzsálemben bontakozott ki a tizenegyedik században. A század közepén már létezett egy Sancta Maria Latina nevű bencés monostor, egy hozzá kapcsolódó ispotály (azaz kórház és menhely), és benne az Alamizsnás Szent Jánosról elnevezett kápolna. (Ebből a terjedelmes épületből nem maradt meg, csak az emléke, a „Muristan” (perzsául: ispotály)-nak elnevezett térség a Szent Sír templom mögött, és sarkában az ortodoxxá átszentelt Szent János kápolna.) Az alapítványt, amelyből az ispotály működött, a dél-itáliai Amalfi-i kereskedők létesítették 1070 táján, zarándokok befogadására; az ispotályt valószínűleg nem a bencések, hanem elkötelezett világi segítők működtették. A Sancta Maria Latina-i férfiispotályt egy kisebb, nők számára fenntartott ispotály egészítette ki, amelyet apácák vezettek: ennek neve Sancta Maria Parva volt. Az ispotályt a század végén egy kevéssé ismert, de nyilvánvalóan nagy adottságú és mélyen elkötelezett ember vezette, a talán Provence-i származású Gérard (Gellért) (később Boldog Gellért). 
Az első keresztes hadjárat 1099-ben elfoglalta Jeruzsálemet. Ezután az ispotály fontossága megsokszorozódott, a sok sérült és beteg kereszteslovag és a megnövekedett zarándokforgalom miatt. Hírét is vitték az egész Európában, és – vélhetően Gérard tehetségének és szorgalmának is köszönhetően – gyűltek az adományok és a jövedelemhozó európai birtokok ráruházása. Gérard Hippói Szent Ágoston reguláját szem előtt tartva szerkesztett szabályzatot az ápolók közösségének. Egyszerű fekete köpeny viselését írta elő, amelyet a bal vállon fehér nyolcágú (Amalfi jelvényeként ismert) kereszt díszített, az ispotály eredetére emlékeztetve. Ma ezt a jelvényt máltai keresztként ismerik. A „johannita” elnevezés arra utal, hogy a kezdettől fogva Keresztelő Szent János volt az ispotály patrónusa (függetlenül attól, hogy az eredeti kápolnájuk egy másik Szent János nevét viselte.) A regulát 1113-ban II. Paszkál pápa jóváhagyta: a 1113. február 15-én kelt pápai bulla biztosította a rend függetlenséget, és szentszéki védnökséget vállalt a rend felett, ugyanakkor lehetővé tette, hogy a rend mindenféle egyházi és világi befolyástól mentesen választhassa elöljáróit.

### A katonai rend kialakulása és a szentföldi évek

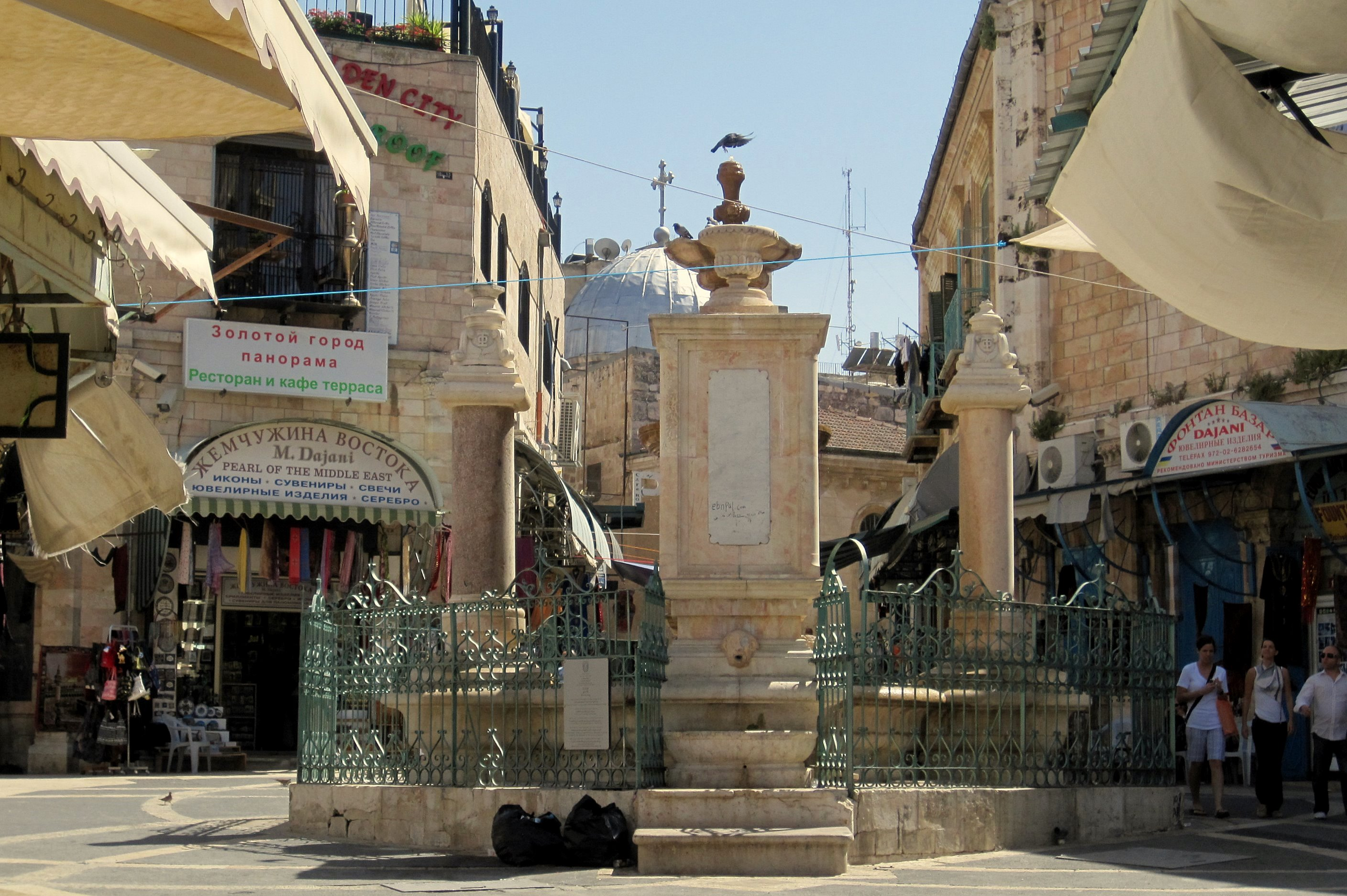
A Murisztán negyed ó-Jeruzsálemben. Itt volt az első johannita ispotály. Háttérben a Keresztelő Szent János-templom, annak idején a rend fő temploma.

Az ispotályosok (vagy johanniták, később Szent János-lovagok) eleinte kizárólag az általuk fenntartott kórházak betegeinek ápolásával foglalkoztak. Ám hamarosan ők is bekapcsolódtak a zarándokok védelmébe és a muszlimok elleni harcokba. Jeruzsálem keresztény kézre kerülése után sok keresztes katona és lovag lépett be a rendbe: a jeruzsálemi királyságnak szüksége volt harci tudásukra és időnkénti bevetésükre, így a 12-ik század közepére kialakult a rend kettős betegápoló és katonai jellege, katonai gyakorlatai és hierarchikus szervezete, amelyet egy 1155 táján szerkesztett új rendi regula rögzített. Hamarosan a templomos lovagok mellett a Szent János lovagok lettek a jeruzsálemi királyság legfélelmetesebb harcosai: jellemző, hogy a hattíni csata után Szaladin megkegyelmezett az elfogott keresztény harcosoknak, kivéve a templomosokat és az ispotályosokat, akiket egy szálig lemészároltatott.
A rend tizenhárom várat és erődítményt épített, illetve átvett, ezek – a templomosok és mások által működtetett erődítményekkel együtt – kulcsszerepet játszottak a Szentföldi latin királyság védelmében. A három legnagyobb ispotályos várnak máig láthatók a maradványai: Margat és a Krak des Chevaliers a mai Szíriában, Belvoir a mai Izraelben. (Margat várának feltárását 2007 óta magyar régészcsapat végzi, Major Balázs professzor vezetésével) 1268-ban kb. 300 lovag volt a Szentföldön, nem beleszámítva a segélyszolgálataikat.
Jeruzsálem eleste (1187) után a rend központja St. Jean D’Acre (Akkóba) költözött, itt működtette a legnagyobb ispotályát, de a következő században a harci működése maradt előtérben. A keresztesek, így az ispotályos lovagok is, lassan ki lettek szorítva minden területükről, amíg végül 1291-ben, véres ostrom után, elveszítették utolsó támpontjukat is, az akkói várat. Ezzel véget ért a szentföldi keresztes jelenlét. 

### Ciprus (1291–1309) és Rodosz (1309–1522)

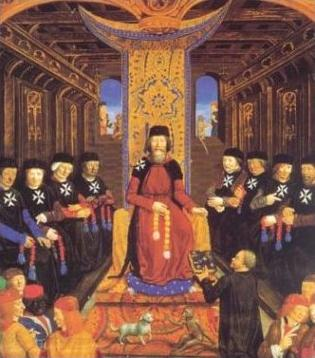
Pierre d’Aubusson nagymester (1476-1503) tanácsával, korabeli kép

St. Jean d'Acre elvesztése után a lovagrend, viszonylag kevés túlélő létszámával, Ciprusra költözött át. Megkapták az uralkodótól Limassol városát, ahol hivatásukhoz híven, már 1296-ban ispotályt alapítottak. Közben, a pápa jóváhagyásával, eldöntötték, hogy szárazföldi harcosokból átképezik magukat haditengerészekké, és neki is kezdtek a kiképzéshez és egy flotta építéséhez. (Segített nekik ebben a templomosok feloszlatása 1310-ben, mert a templomosoktól elkobozott vagyonoknak egy része átszállt az ispotályos rendre.) Viszont a rend konfliktusba került a ciprusi uralkodóval, így 1309-ben elfoglalta az akkoriban zavaros tulajdonú Rodosz szigetet, ahol hagyományos ispotályos munkáját folytatta, és két évszázadon át a keresztény világ egyik védőbástyájaként szerepelt az erősödő Oszmán Birodalom ellen. A lovagrend függetlenségét más államok is elismerték. Ebben az időszakban alakult ki a rend szuverén jellege: saját pénzt veretett (scudo), több állammal diplomáciai kapcsolatot tartott fenn. Hatalmas erődítményeket és egy lovagoknak szánt városrészt épített. Ugyanakkor a rend belső átszervezésére is sor került. Kialakult a lovagok „langue” (nyelv) szerinti felosztása. (A magyar nyelvű lovagokat eleinte – valószínűleg az Anjou királyok hatására – az olasz nyelvhez sorolják, az 1600-as évek elejéig, amikor is áthelyezik őket a német „langue”-hoz.)
A rend kiterjesztette hatalmát az egész Dodekanészosz fölött. 1344-ben segített Smyrna (mai Izmir) elfoglalásában, és 1402-ben, amikor Smyrnából elűzték, elfoglalta helyette a Bodrum előtt fekvő Szent Péter várat, amely 1522-ig bázisul szolgált szárazföldi kampányainak az oszmánok ellen, amelyek során sok keresztény rabszolgát szabadított ki.   
Az oszmán birodalom nem tűrhette az előretolt helyben befészkelt erős ellenfelet. 1480-ban próbálkozott először Rodosz ostromával, sikertelenül. Ez aztán a fiatal Szulejmán szultánnak 1522-ben sikerült, kemény harc után. A rend olyan bátran védekezett, hogy a szultán megtisztelte a túlélőket azzal, hogy vagyonaikkal, levéltárukkal, békében hagyhatták el a szigetet, azokkal a lakókkal együtt, akik nem óhajtottak oszmán uralom alatt élni. Ezt a nagylelkűséget a szultán később többször megbánta.

### A máltai évek (1530-1798)

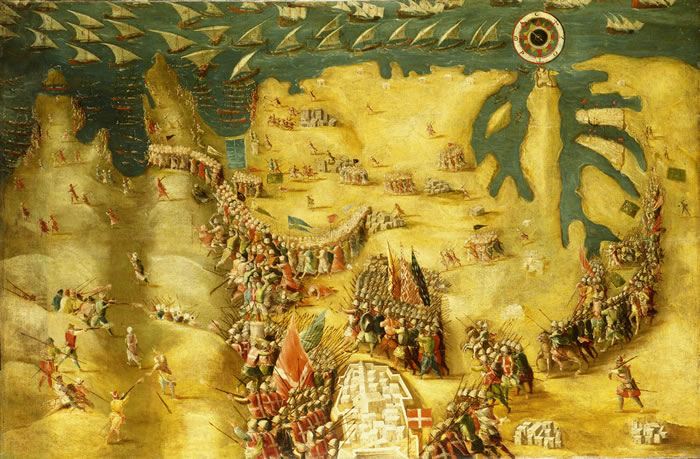
Málta nagy ostroma, 1565

A Rodoszból való száműzetés után a megfogyatkozott lovagrend saját terület nélkül maradt. V. Károly német-római császár Málta szigeteit ajánlotta föl nekik, évi egy vadászsólyom jelképes hűbéri ellenszolgáltatásáért. A lovagok eleinte a szigeteket alkalmatlannak találták a letelepedésre, de végül hat évi siracusai tartózkodás után, 1530-ban mégis birtokba vették Máltát, az észak-afrikai Tripolival együtt. Azonnal nekifogtak a sziget megerődítéséhez. 
1565-ben került sor történelmük legnagyobb csatájára, a nagy ostromra, amely során hatalmas erőfeszítéssel visszaverték a török flotta támadását, ezzel megtörve az oszmán birodalom verhetetlenségének mítoszát. Hat évvel később, 1571-ben, hatékonyan részt vettek a lepantói csatában, amelyben a hatalmas egyesített keresztény hadiflotta döntő győzelmet aratott, végleg megtörve az oszmán tengeri hatalmat és elhárítva az évszázados veszélyt Európa déli határán. 
A veszély elmúlása után nagyszabású építkezésbe kezdek. Kiépítették és megerősítették az új fővárost, amit a Nagy Ostrom vezéréről, Jean Parisot de La Valette nagymesterről, Vallettának neveztek el. A – hagyományaiknak hűen – első években létesített kórház helyében hatalmas modern kórházat építettek a fővárosban (Sacra Infermeria). Málta szigete a 18. században fokozatosan kereskedelmi és szolgáltató központtá vált, a nagymesterek színházat, könyvtárat alapítottak a szigeten. 1595-ben létesítettek egy orvosi főiskolát, 1768-ban egyetemet. 1742-ben alapítottak egy tengerészeti főiskolát, és 1779-ben egy hajózási fakultást az egyetemen. Ezekben az időkben Európa legjobb tengerésztisztjei a máltai kiképzés termékei voltak.

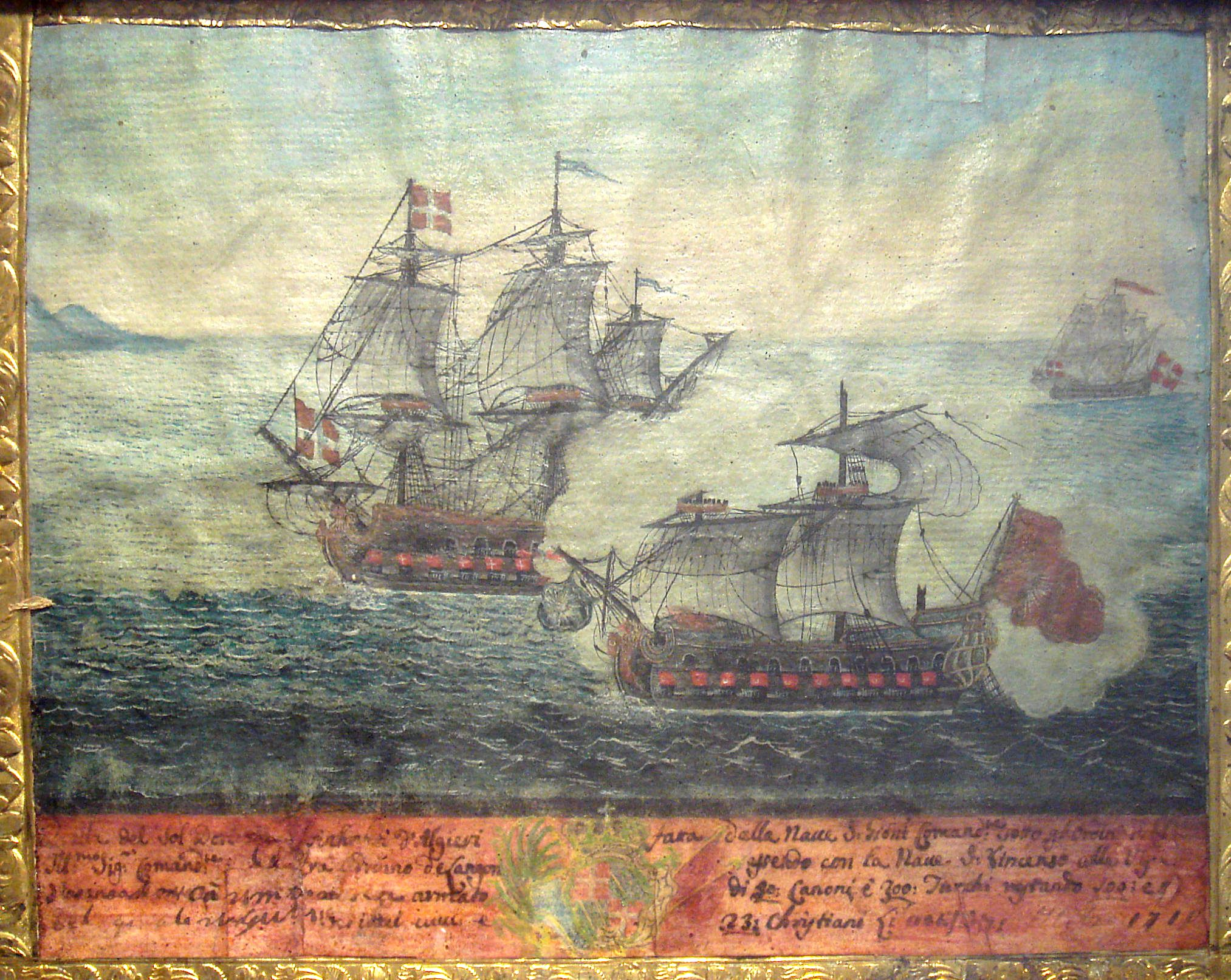
Török és máltai rendi hajó harca, 1719

A rend hajóflottája a 16. században először négy, 1685-től pedig nyolc gályából állt, nem számítva a nagy vitorlás hadihajókat és a kisebb hajókat. Ha az európai hatalmak hadiflottát állítottak fel, akkor ahhoz általában a máltaiak is csatlakoztak. A tengeri haderő viszont főleg rendészeti feladatokat látott el: rendszeresen járőrözött a Máltai-szorosban, a Tirrén-tengeren, Szicília körül és az Adria bejáratánál, védve a partvidékeket a portyázó oszmánoktól és berberektől. A rendi őrjáratok mellett a lovagok is portyáztak a tengeren és az oszmán birodalom parti területein. A zsákmány a rend kincsesládáiba került; az elfogott török és észak-afrikai rabszolgáknak egy része váltságdíj fejében kiszabadult, a többit gályarabságra fogták vagy szolgaként eladták. Ugyanakkor a rend keresztény rabszolgák ezreit szabadította ki az elfogott kalózhajókról, és parti portyák által a nagy rabszolgakereskedő központokból. Az észak-afrikai kalózok elleni hadjárataik olyan sikeresek voltak, hogy ez a tevékenység a 18. század elejére a Földközi-tenger középső szakaszán erősen lehanyatlott, és csak a 19. században – miután a rendet kiűzték Máltáról – erősödött föl újra. Viszont eközben, a reformáció és a francia forradalom hatására, a rend elveszítette franciaországi és a protestánssá vált területeken levő hatalmas tulajdonait. 
1798-ban Napóleon minden ellenállás nélkül elfoglalta Máltát, és kiűzte a rendet. Máig vitatott kérdés, hogy puhaság vagy lojalitáskonfliktus miatt nem védekeztek (ebben az időben a lovagok kétharmada francia volt), vagy az a tény volt a döntő, hogy a máltai lovagok hivatásukból kifolyólag nem harcolhattak keresztények ellen.

### 1798-tól napjainkig

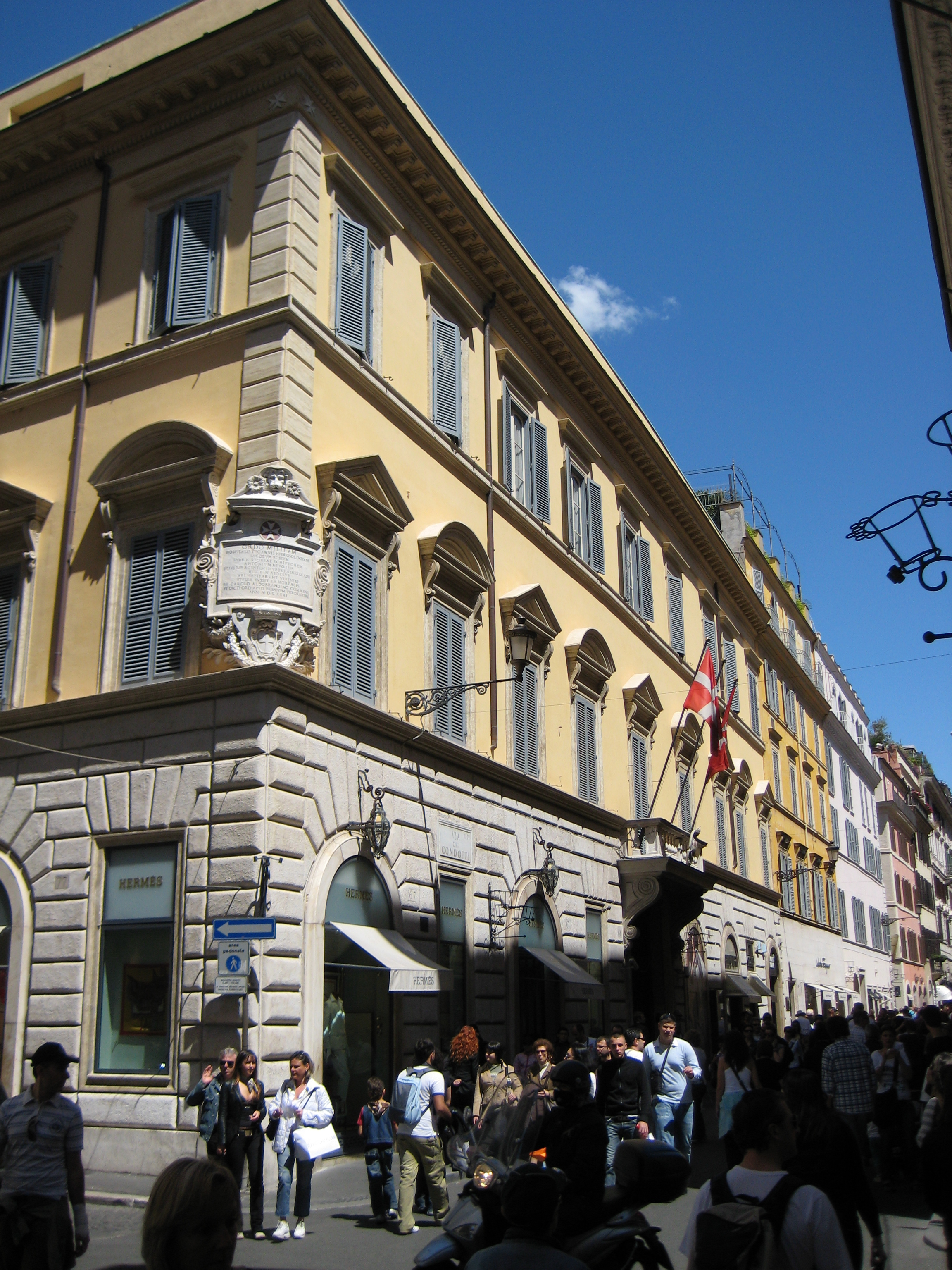
Róma, Via dei Condotti 68, a máltai lovagrend székhelye 1834-től

A lovagoknak megalázó körülmények közt, ottani vagyonaiktól is megfosztottan, el kellett hagyniuk Málta szigetét. A lovagok egy csoportja ekkor a nagymesteri címet I. Pál orosz cárnak ajánlotta fel, aki el is fogadta, de ez a választás nem volt jogszerű, és a Szentszék nem ismerte el. I. Pál 1801-ben meghalt; utódja, I. Sándor cár és annak utódjai már nem tartottak igényt a nagymesterségre. Az 1802-es amiens-i szerződés elismerte a máltai lovagrend fennhatóságát Málta felett, és a Veronai kongresszus 1820-ban a rend szuverén mivoltát, de ennek ellenére kilátástalan volt az angol birodalom által birtokba vett Máltára visszatérni. A lovagok többsége visszatért hazájába, a rendi fegyelem felbomlott, a nemzetiségek közti viszályok megerősödtek, lehetetlenné vált egy új nagymester előírásszerű megválasztása.
1834-ben a pápa meghívására a lovagrend helytartója és vezetősége Rómában telepedett le, a Via Condotti-i Máltai Palotában és az Aventino dombon levő Magisztrális Villában, a Rend pápai nagykövetségének régi tulajdonaiban, amelyeknek a pápai állam megadta a területenkívüliségi státuszt. A helytartó azonnal kért a rend számára egy római kórházat, ahol az odatelepedett rendtagok gyakorolhassák ősi hivatásukat. Ezután a rend egyes nemzeti testületei lassanként újra lábra álltak, újraéledt a rendi összetartás és fegyelem, és mindenütt új ispotályosi intézmények jöttek létre. A nápolyi rendtagok 1859-től egy nápolyi kórházban műtőt létesítettek. Osztrák és német rendtagok a háborús sérültek ellátását helyezték előtérbe: az 1864-es, 1866-os és 1870-es háborúkban a német sebesültek közel egyharmadát máltai szervezetek látták el. 1869-ben a rend már részt vett az újdonsült Nemzetközi Vöröskereszt második konferenciáján.
A fogadalmas lovagok helyett most a családos, világi lovagok alkották a rend többségét; a hagyományos „langue”-ok helyett új nemzeti testületek létesültek, perjelségnek vagy nemzeti szövetségek. 1879-ben új nagymester megválasztásával normalizálódott a máltai rend helyzete. 1884-ben az újonnan létesült Olasz Köztársaság is elismerte a rend szuverén voltát és a két római tulajdonának területenkívüliségét.
Közben IV. Frigyes Vilmos porosz király 1852-ben visszaállította a rend protestáns ágát, és Viktória királynő az anglikán Venerable Order of Saint John-t. (Lásd bővebben: Johannita Lovagrend, Szent János Rendek Nemzetközi Szövetsége).
Az első világháború alatt csak a központi hatalmak területein a máltai rend tizennégy kórházvonatot, tizenöt kórházat és számos sebesült-ellátási központot működtetett, azonkívül a németeknél több száz tábori lelkészt. A második világháborúban is jelen volt a sebesültek ellátásában, és a háború vége után kivette részét a kisemmizettek és menekültek támogatásában. Megalakultak a rend azóta is aktív nagy segélyszolgálatai, mint az Ordre de Malte France és a német Malteser Hilfsdienst.
Az 1950-es években a rend, XII. Piusz pápa segítségével, elhárított egy kardinális által indított támadást az intézményi függetlensége ellen.A zavaros helyzet miatt 1951 és 1962 közt ismét helytartó vezette a rendet.  
1991-ben a rend lehetőséget kapott arra, hogy visszatérjen Máltára, a híres hajdani Forte S. Angelo egyik szárnyába, 99 éves bérleti szerződés keretében és részben területkívüli státusban. Konferencia- és kiképzőközpontot alakított ki.
2013 februárban a rend a Szent Péter bazilikában, ünnepélyes szentmisével és pápai audienciával ünnepelte meg 900 éves fennállását, több mint négyezer lovag és dáma jelenlétében.

## A máltai rend Magyarországon
Magyarországon a Szent János rend a tizenharmadik század óta jelen van. A középkorban jelentős szerepe volt az ország és a kereszténység védelmében – Szent János Rend, Ispotályos Rend vagy „jánoslovagok” néven. A török időktől kezdve magyarországi működése teljesen lehanyatlott. Mindig voltak ugyan magyar lovagok, de a 16. és 19. század közt ezek a német, illetve az osztrák tartományhoz tartoztak. Trianon után átcsoportosultak az újonnan megalakult Magyar Máltai Lovagok Szövetségébe. 1945-ben a Szövetséget Magyarországon beszüntették, így a – nagy számban Nyugatra menekült – lovagok 1953-ban újraszervezték római székhellyel. Az 1980-as évek második felétől kezdve már nyílt, jelentős együttműködés volt a magyar katolikus egyházzal; 1989-ben megalakult a Magyar Máltai Szeretetszolgálat; 1990 óta a rend nagyköveti szinten tart fenn diplomáciai kapcsolatot a magyar állammal. A Magyar Máltai Lovagok Szövetsége 1996-ban tette vissza hivatalosan székhelyét Budapestre. 

## Szerkezete
A Jeruzsálem Szent János rend regulája, alkotmánya és törvénykönyve sok változaton ment keresztül a századok során. Az első ismert regula Raymond du Puy (1127-1160) második nagymestertől származik, és még egyszerű szerzetesi szabályzat, katonai szerep említése nélkül. A ma érvényes alkotmány és törvénykönyv 1961-ben lépett érvénybe, 1997-ben át lett dolgozva, és 2017-ben újabb szélesebb átdolgozása vette kezdetét.
A Szuverén Máltai Lovagrend kormányzatának felépítése hasonlít egy állami szervezetéhez. Ugyanakkor sajátos elemeket is tartalmaz, és kilencszáz éves történelme folytán kialakult terminológiát használ. 
A hatalom forrásai a körülbelül 60 tagú nagykáptalan, amelynek összeállítását az alkotmány szabályozza, és a hasonló összeállítású Legfőbb Államtanács: az elsőnek fő feladatai a kormányzó tanácsok megválasztása és az alkotmány módosítása; a második kizárólag a Nagymester választására ül össze.
A rend feje a Nagymester. Kettős, uralkodó és rendfőnöki méltóság, hercegi és bíborosi ranggal. Az általa vezetett Szuverén Tanács segítségével kormányozza a rendet.
A Szuverén Tanácsot öt évre választják. Tagjai a Nagykommendátor (a rend fogadalmas tagjainak vallási elöljárója), a Nagykancellár (külügy- és belügyfelelős), a Nagyispotályos (humanitárius ügyek és nemzetközi kooperáció felelőse), a Közös Kincstár Kincstárnoka (pénzügyek), és hat további tag. 
Ezeken kívül a Nagykáptalan megválasztja a Kormányzati Tanácsot (ez a Rend stratégiai tanácsadó testülete) és a Számvevőszéket. 
A Szuverén Máltai Lovagrend nemzetközi jogalany, szuverén államnak tekinti magát. 2019-ben a világ 108 országával tart fenn diplomáciai kapcsolatot (1925 után – megszakítással 1944 és 1990 közt – Magyarországgal is), abból a célból, hogy állami nívón és politikailag semlegesen tudjon együttműködési megállapodásokat kötni egészségügyi és humanitárius területeken. Diplomata testülete önkéntes alapon működik, erre semmi költségvetési alapja nincs. Útleveleket bocsát ki kormánya tagjai és diplomatái számára. Bélyegeket bocsát ki, amelyeket a római székházában levő postahivatalban fel lehet használni. Állandó hivatalos megfigyelői státusszal bír az ENSZ-nél és annak 12 szervezeténél (többek közt UNESCO, FAO, WHO, UNHCR), továbbá 16 más multilaterális szervezetnél van képviselete (pl. a Nemzetközi Vöröskereszt és Vörösfélholdnál, az Európa Tanácsnál). Nagykövetségi nívójú kapcsolatban van az Európai Unióval.
A rendnek világszerte mintegy 13 500 férfi és női tagja van, hat nagyperjelségre, hat alperjelségre és 48 nemzeti szövetségre osztva. Ezek közt alig hatvan fogadalmas lovag van, vagyis olyanok, akik a régi lovagok mintájára, letették a három szerzetesi fogadalmat. Ezek képzik az első osztályt, és csak ezek választhatók a két legmagasabb tisztségre. A többi rendtag vagy „obedienciás”, vagyis engedelmességi fogadalmas (ez a második osztály), vagy fogadalom nélküli (harmadik osztály), vagy rendi káplán. Nők a második és harmadik osztályba léphetnek be. Kiemelkedő érdemekért „nagykeresztes”, vagy „nagykeresztes tartománynagy” rang adható. A második és harmadik osztálybeli lovagok és dámák három kategóriára oszlanak, családi származásuk szerint: manapság a lovagok többsége nem nemes származású. Előfeltételek a katolikus hit, a rendes katolikus életvitel (pl. elvált és újraházasodott ember nem lehet rendtag), a rendezett életkörülmények és a személyes elkötelezettség a rend elvei és hivatása iránt. Nem lehet felvételt kérni a rendbe: csak meghívásra történik a felvétel.

## Tevékenységei
A rend karitatív és hitvédelmi tevékenységeit zömében a területi szervezetei végzik. Számos segélyszolgálat tartozik a rendhez: ezek végzik a látható munka zömét, ezért gyakran ismertebbek, mint maga a rend területi szervezetei. Példák erre a Magyar Máltai Szeretetszolgálat, továbbá a német Malteser Hilfsdienst, a francia Ordre de Malte-France, az olasz CISOM, a dél-afrikai Boldog Gérard Alapítvány. Ezeket rendtagok vezetik, de az ott dolgozók többsége nem rendtag, hanem elkötelezett önkéntes, vagy fizetett alkalmazott. A helyi szervezetek ezerféle tevékenységére összefoglaló belátást nyújt a máltai rend két évenként megjelenő globális beszámolója.
A betlehemi szülészeti kórház a rend kiemelt kezdeményezése, amelyben a rend több nemzeti és központi szervezete együttműködik az adománygyűjtési, szaktanácsadói és önkéntes munkában. A palesztin területek legmodernebb szülészeti kórháza, évente sok ezer szülést és 30 000 orvosi konzultációt bonyolít le. Mozgó orvosi rendelője a környék beduin törzseit szolgálja.
A májusi Lourdes-i zarándoklat 1958 óta a rend nagy nemzetközi rendezvénye és találkozója. 2019-ben 6 200 rendtag és önkéntes, 1 300 beteggel, vett részt a hagyományos eseményen.
Malteser International, a rend nemzetközi segélyszolgálata, olyan humanitárius és katasztrófavédelmi bevetésekre specializál, amelyek a helyi máltai szervezetek erejét meghaladják, illetve, ahol nincs helyi máltai szervezet. 2018-ban 90 millió Euro értékű programokat vezetett világszerte, uniós, német, ENSZ és mások támogatásával. A 2010-es években kiemelkedő bevetései Irakban, Szíriában, Közép-Afrikában, a rohingják közt és a 2010-es cunami sújtotta vidékeken voltak.